# Epialtus bituberculatus
Epialtus bituberculatus är en kräftdjursart som beskrevs av H. Milne Edwards 1834. Epialtus bituberculatus ingår i släktet Epialtus och familjen Epialtidae. Inga underarter finns listade i Catalogue of Life.